# Michail Nazarov
Michail Andreevič Nazarov (in russo Михаил Андреевич Назаров?; Mosca, 14 ottobre 1994) è un saltatore con gli sci russo.

## Biografia
Attivo in gare FIS dal febbraio del 2011, Nazarov ha esordito in Coppa del Mondo il 24 marzo 2017 a Planica (40º), ai Mondiali di volo a Oberstdorf 2018, dove si è classificato 30º nella gara individuale e 7º in quella a squadre, e ai Giochi olimpici invernali a Pyeongchang 2018, piazzandosi 14º nel trampolino normale, 39º nel trampolino lungo e 7º nella gara a squadre. Ai Mondiali di volo di Planica 2020 si è classificato 29º nella gara individuale e 7º in quella a squadre e ai successivi Mondiali di Oberstdorf 2021, sua prima presenza iridata, si è piazzato 37º nel trampolino normale, 35º nel trampolino lungo e 8º nella gara a squadre. Ai XXIV Giochi olimpici invernali di Pechino 2022 è stato 32º nel trampolino normale, 34º nel trampolino lungo e 7º nella gara a squadre.

## Palmarès

### Coppa del Mondo
- Miglior piazzamento in classifica generale: 28º nel 2021